# Achaemenes basilewskyi
Achaemenes basilewskyi är en insektsart som beskrevs av Synave 1960. Achaemenes basilewskyi ingår i släktet Achaemenes och familjen kilstritar. Inga underarter finns listade i Catalogue of Life.